# K-1 Rising
K-1 Rising este o promoție de kickbox înființată în anul 2012. Este considerată continuatoarea fostei organizații K-1.